# Catastrophe d'Hamont
La catastrophe d'Hamont désigne l'explosion d'un train de munitions de l'armée allemande, en gare de Hamont (dans l'actuelle ville belge d'Hamont-Achel, dans la province de Limbourg), le 18 novembre 1918, sept jours après l'Armistice, ayant mis fin à la première Guerre mondiale.
Le bilan varie selon les sources mais le chiffre qui se dégage le plus souvent est celui de 1 007 morts, tous des soldats, majoritairement allemands. Cela fait de ce tragique évènement, la catastrophe la plus meurtrière de Belgique, tous contextes confondus (y compris, donc, en temps de guerre).

## Déroulement
Après l'Armistice du 11 novembre 1918, les troupes allemandes cessent d'occuper la Belgique et se retirent vers l'Allemagne, notamment en train. L'un d'entre eux s'est arrêté à la gare de Hamont car le passage à travers les Pays-Bas est bloqué. Le 18 novembre vers 23 h, le convoi de munitions explose pour une raison inconnue. L'explosion cause de très nombreux dégâts dans toute la ville, principalement autour de la gare où se trouvaient également des trains-hôpitaux de la Croix-Rouge avec des soldats allemands blessés.
Les premiers rapports des journaux parlaient de 800, puis 1500 et même 2000 morts.

## Conséquence
L'ensemble des victimes seront des soldats, la plupart appartenant à l'armée allemande, mais certaines sources citent également des soldats des forces armées néerlandaises.
La ville d'Hamont subit de grosses destructions mais ne compte aucune victime civile de l'explosion.